# Oral
Oral, ismertebb nevén Uralszk (kazahul Орал/Oral, oroszul Уральск/Ural'sk) város Kazahsztán nyugati részén.

## Fekvése
Az Urál és a Sagan összefolyásánál található, az orosz határ közelében. A Nyugat-Kazahsztáni régió fővárosa.

## Története
A várost 1613-ban kozákok alapították Jaick néven, a Jaik folyó után, ami az Urál akkori neve volt.
1773-ban itt volt az első kozák felkelés Traubenberg helyi tábornok ellen, melyet Sztyenka Razin és Jemeljan Pugacsov vezetett. Traubenberget több más tisztviselővel együtt meggyilkolták.
Pugacsov ezután megszállta a várost, a várat 1773. december 30-tól 1774. április 17-ig ostromolták.

## Népesség
Népessége 1999-ben 194 905 fő, 2009-ben 271 900 fő. A lakosság 60%-a kazak, 40%-a pedig orosz nemzetiségűnek vallja magát.

## Gazdasága
A város mezőgazdasági és ipari központ, ráadásul alapítása óta fontos kereskedelmi központ is. Az uszályforgalom évszázadok óta a Kaszpi-tenger és az Urál-hegység között az Urál folyón halad fel és le. Ma az egyik fő belépési pont Európából Szibériába, ahol a Kaszpi-tengeri medence számos új olajmezejét és az Urál-hegység déli vidékének ipari városait szolgálja ki.

## Éghajlata
A város klímája kontinentális, hosszú, hideg telekkel és meleg, gyakran forró nyarakkal. A Köppen-féle éghajlati besorolás szerint a város éghajlata forró nyári párás kontinentális.

## Testvérvárosok
- Atyrau, Kazahsztán
- Eskişehir, Törökország
- Orenburg, Oroszország
- Ostrava, Csehország
- Ploiești, Románia
- Rosztov-na-Donu, Oroszország